# Historias breves
Historias breves es un concurso de cortometrajes impulsado por el INCAA para cineastas emergentes. Su primera edición fue la más importante y estuvo integrada por cortometrajes dirigidos por Daniel Burman, Israel Adrián Caetano, Jorge Gaggero, Tristán Gicovate, Sandra Gugliotta, Paula Hernández, Lucrecia Martel, Pablo Ramos, Ulises Rosell, Bruno Stagnaro y Andrés Tambornino que se estrenó el 19 de mayo de 1995.
Los cortometrajes fueron realizados por alumnos provenientes del Centro de Experimentación y Realización Cinematográfica (llamado Escuela Nacional de Experimentación y Realización Cinematográfica –ENERC- a partir del año 2011), de la Universidad de Buenos Aires y de la Escuela de Cinematografía de Avellaneda e integran el largometraje por haber sido los ganadores y ganadoras de la primera edición del concurso de cortometrajes realizado por el Instituto Nacional de Cine y Artes Audiovisuales en 1994, que es considerado como una pieza fundamental para la formación de una generación renovada de directores de cine, que se llamó Nuevo Cine Argentino.

## Cortometrajes incluidos

### La ausencia
En La ausencia, dirigida por Pablo Ramos Grad sobre su propio guion, la trama trata de un hombre que, cuando comprueba que un relojero solitario controla el destino de una esquina, trata de reemplazarlo.

### Cuesta abajo
Cuesta abajo, dirigida y guionada por Israel Adrián Caetano, trata sobre un camionero que transporta una carga de pollos y se pierde en una ruta interminable.

### Dónde y cómo Oliveira perdió a Achala
Andrés Tambornino y Ulises Rosell dirigieron el cortometraje Dónde y cómo Oliveira perdió a Achala sobre su propio guion escrito en colaboración con Rodrigo Moreno, en el que dos hombres viajando en un auto buscan un pueblo, al parecer por el camino incorrecto.

### Guarisove, los olvidados
Guarisove, los olvidados, que está dirigida por Bruno Stagnaro según su propio guion. Dos grupos de soldados están en las Islas Malvinas pero ignoran que ya acabó la guerra.

### Niños envueltos
Niños envueltos  está dirigida por Daniel Burman según su propio guion y se refiere a un joven y una muchacha que se encuentran por una confusión en las entregas de una casa que provee comidas a domicilio.

### Noches áticas
Sandra Gugliotta dirigió Noches áticas según su propio guion, en la que el personaje es una tarotista que trabaja en una línea erótica, quien recibe una valija con dólares marcados para sacarla del país a los fines de su lavado.

### Ojos de fuego
Ojos de fuego , que fue dirigida por Jorge Gaggero según su propio guion escrito en colaboración con Matías Oks, muestra al fuego como expresión de rebeldía de un chico de 13 años que vive en un ambiente de miseria.

### Rey muerto
Rey Muerto fue dirigido y guionado por Lucrecia Martel. La historia transcurre en Rey Muerto, un pueblo del noroeste argentino, en el que una mujer busca escapar de su marido que la maltrata, llevándose a sus tres hijos.

### La  simple razón
La simple razón fue dirigida por Tristán Gicovate según su propio guion.

## Comentarios
Sobre la película Historias breves se escribió:
Alejandro Ricagno en El Amante del Cine escribió:

«Los rubros técnicos son, en su mayoría, impecables y están en función de la narración. Quiero decir: no son prolijitos para distraer o llenar huecos de estructura. Uno puede gustar más de alguno que de otro...pero se sale del cine...como quien ha visto un programa de cine compuesto por atractivas historias cortas con climas y búsquedas diversas.»

Claudio España en La Nación opinó:

«El trabajo de estos jóvenes no procura el artificio visual y su lenguaje fílmico se asienta en la imagen inmediata, sencilla y alejada de rebuscamientos.»

Rafael Granado en Clarín dijo:

«Muy buena...infrecuente calidad en todos los rubros...la creatividad en formato chico.»

Manrupe y Portela escriben:

«....de sorprendente calidad. Uno de los pocos estrenos innovadores (en lo estético y lo conceptual). Algunos (Ojos de fuego; Dónde y cómo..., Rey muerto se destacan, pero el nivel general es excelente. Mucho más que ejercicios formales»